# Красное (Молдова)
Красное (на молдовски: Crasnoe; на руски: Красное; на украински: Красне) е град в югоизточната част на Молдова, в Слобозийки район, в състава на непризнатата република Приднестровие. Населението му според оценки на Държавната статистическа служба на Приднестровието през 2014 г. е 2610 души.

## Население
Население на града според преброяванията през годините:
- 4087 (1989)

Население на града според оценки на Държавната статистическа служба на Приднестровието през годините:
- 2981 (2004)
- 2610 (2014)

### Етнически състав
Преброяване на населението през 2004 г.
Численост и дял на етническите групи според преброяването на населението през 2004 г.:
|          | Численост | Дял (в %) |
| Общо     | 2981      | 100.00    |
| Руснаци  | 1045      | 35.05     |
| Молдовци | 938       | 31.46     |
| Украинци | 845       | 28.34     |
| Българи  | 45        | 1.50      |
| Германци | 34        | 1.14      |
| Беларуси | 24        | 0.80      |
| Гагаузи  | 19        | 0.63      |
| Евреи    | 2         | 0.06      |
| Други    | 29        | 0.97      |